# Heli Rantanen
Heli Rantanen, finska atletinja, * 26. februar 1970, Lammi, Finska.
Nastopila je na poletnih olimpijskih igrah v letih 1992 in 1996, ko je dosegla uspeh kariere z osvojitvijo naslova olimpijske prvakinje v metu kopja, leta 1992 pa je bila šesta.